# 3MV

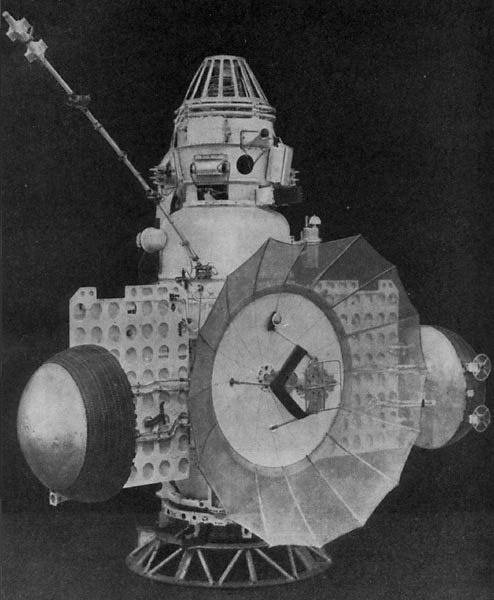
3MV-4A型

3MV型行星探测器（第三代火星-金星探测器的缩写）是早期苏联设计的一种通用型无人火星和金星探测器。它是更早期的2MV型探测器的渐进式升级版，主要用于执行火星任务的探测器1号、探测器2号和探测器3号以及一些金星计划探测器。苏联太空计划的标准做法是尽可能多地使用标准化组件，所有探测器都具有相同的一般特征，只是在具体任务所需的设备上有所不同。具体到每一艘探测器还根据前期任务的经验作出一定的改进。
该型探测器后来被4MV系列所替代。

## 设计
该探测器主要由三大部分组成。

### 轨道舱
核心模块是一台被称为轨道舱的加压舱，这部分安装了航天器的控制电路、无线电收发、电池、天文导航等设备。该舱室被加压至100千帕(1巴)左右，温度控制在类似地球的环境，如此就不需要特殊的电子元件，可确保现有的这些元件在极端条件下也能可靠地工作(在探测器1号上，由于轨道舱飞行中泄压，使探测器系统严重受损)。
安装在轨道舱外侧的是两块为航天器供电的太阳能电池板，发射时，它们被折叠在探测器机身上，当探测器飞行在星际轨道上时才展开。每块电池板的末端都有一个半球形散热器，通过冷却剂循环将轨道舱内多余的热能辐射到太空中。
轨道舱上还安装有一副2米长的抛物面高增益天线，用于远程通信。根据任务的不同，探测器还配备了其他天线(如与位于行星表面的探测器进行通信)。

### 行星探测仪舱
轨道舱下方的第二台加压舱称为“行星探测仪舱”，依据任务的不同，行星舱中要么装有对行星进行轨道观测的仪器设备，要么就被设计为可分离并降落在行星表面。

### 发动机
一台附着在轨道器顶部的“KDU414型”发动机负责提供航向修正能力，它使用偏二甲肼和硝酸作为推进剂，能产生大约2 千牛的最大推力，而姿态控制则由几台小型冷气体推进器来实现。
所有部分组装成一体后有3.6米高，重约1000公斤。

## 变型
- 金星3MV-1A: 宇宙21号 (3MV-1 No.1), 3MV-1A (失败)
- 金星3MV-1: 探测器 3MV-1 No.2 (失败)、宇宙27号 (3MV-1 No.3)、探测器1号 (3MV-1 No.4)
- 火星3MV-4A: 探测器2号 (3MV-4A No.2)、探测器3号 (3MV-4A No.3)；
- 金星3MV-4: 金星2号 (3MV-4 No.4)、宇宙96号 (3MV-4 No.6)；
- 金星3MV-3: 金星3号 (3MV-3 No.1)、金星 3MV-3；
- 金星 3V (V-70): 金星7号 (V-70 s/n 630)、 宇宙359号 (V-70 s/n 631)；
- 金星 3V (V-72): 金星8号 (V-72 s/n 670)、 宇宙482号 (V-72 s/n 671) ；

## 另请参阅
- 苏联太空计划
- 探测器号系列探测器
- 金星计划